# Dorzano
Dorzano (piemontiul: Dorsan) település Olaszországban, Piemont régióban, Biella megyében. Lakosainak száma 527 fő (2023. január 1.). Dorzano Cavaglià, Roppolo és Salussola községekkel határos.

## Népesség
A település lakossága az elmúlt években az alábbi módon változott:
| Lakosok száma | 525  | 520  | 527  |
|               | 2017 | 2018 | 2023 |